# Parapocryptes serperaster
Parapocryptes serperaster és una espècie de peix de la família dels gòbids i de l'ordre dels perciformes.

## Morfologia
- Els mascles poden assolir 23 cm de longitud total.[2][3]

## Hàbitat
És un peix de clima tropical i demersal.

## Distribució geogràfica
Es troba a Cambodja, la Xina, l'Índia, Indonèsia, Malàisia, Myanmar, Singapur, Taiwan, Tailàndia i el Vietnam, incloent-hi el delta del riu Mekong.

## Observacions
És inofensiu per als humans.